# HOME (清水翔太の曲)
「HOME」（ホーム）は、日本の歌手・清水翔太のデビューシングル。2008年2月20日にソニー・ミュージックレコーズより発売された。

## 収録曲
1. HOME
2. MUSIC feat.BOY-KEN
3. Miss You
4. HOME (instrumental)

## 舞台化
『HOME 〜魔女とブリキの勇者たち〜』のタイトルで、本作を原作とした舞台化作品が、2015年11月に劇団番町ボーイズ☆によって草月ホールで上演。主演の清水翔太役を松本大志が務める。脚本・演出は笠原哲平。